# Theridion albioculum
Theridion albioculum är en spindelart som beskrevs av Zhu 1998. Theridion albioculum ingår i släktet Theridion och familjen klotspindlar. Inga underarter finns listade i Catalogue of Life.